# Arbouans
Arbouans est une commune française située dans le département du Doubs, la région culturelle et historique de Franche-Comté et la région administrative Bourgogne-Franche-Comté.

## Géographie
Arbouans est un petit village situé dans le Doubs (25) en Franche-Comté édifiée au pied de la route qui mène de Montbéliard à Audincourt sur la base du versant droit bordant la vallée du Doubs (rivière) largement étendue en plaine. La côte calcaire est à 330-340 m d'altitude et la plaine à 316 m.

### Climat
Pour des articles plus généraux, voir Climat de la Bourgogne-Franche-Comté et Climat du Doubs.
En 2010, le climat de la commune est de type climat de montagne, selon une étude du Centre national de la recherche scientifique s'appuyant sur une série de données couvrant la période 1971-2000. En 2020, Météo-France publie une typologie des climats de la France métropolitaine dans laquelle la commune est exposée à un climat semi-continental et est dans une zone de transition entre les régions climatiques « Vosges » et « Jura ».
Pour la période 1971-2000, la température annuelle moyenne est de 9,8 °C, avec une amplitude thermique annuelle de 17,4 °C. Le cumul annuel moyen de précipitations est de 1 134 mm, avec 12,6 jours de précipitations en janvier et 10,4 jours en juillet. Pour la période 1991-2020, la température moyenne annuelle observée sur la station météorologique de Météo-France la plus proche, « Dorans », sur la commune de Dorans à 11 km à vol d'oiseau, est de 10,9 °C et le cumul annuel moyen de précipitations est de 974,0 mm. 
La température maximale relevée sur cette station est de 38,1 °C, atteinte le 24 juillet 2019 ; la température minimale est de −16 °C, atteinte le 20 décembre 2009,,.
Les paramètres climatiques de la commune ont été estimés pour le milieu du siècle (2041-2070) selon différents scénarios d'émission de gaz à effet de serre à partir des nouvelles projections climatiques de référence DRIAS-2020. Ils sont consultables sur un site dédié publié par Météo-France en novembre 2022.

## Urbanisme

### Typologie
Au 1er janvier 2024, Arbouans est catégorisée grand centre urbain, selon la nouvelle grille communale de densité à 7 niveaux définie par l'Insee en 2022.
Elle appartient à l'unité urbaine de Montbéliard, une agglomération inter-départementale dont elle est une commune de la banlieue,. Par ailleurs la commune fait partie de l'aire d'attraction de Montbéliard, dont elle est une commune du pôle principal,. Cette aire, qui regroupe 137 communes, est catégorisée dans les aires de 50 000 à moins de 200 000 habitants,.

### Occupation des sols
L'occupation des sols de la commune, telle qu'elle ressort de la base de données européenne d’occupation biophysique des sols Corine Land Cover (CLC), est marquée par l'importance des territoires artificialisés (89,8 % en 2018), une proportion identique à celle de 1990 (89,8 %). La répartition détaillée en 2018 est la suivante : zones urbanisées (66,1 %), espaces verts artificialisés, non agricoles (11,9 %), zones industrielles ou commerciales et réseaux de communication (11,8 %), zones agricoles hétérogènes (10,2 %). L'évolution de l’occupation des sols de la commune et de ses infrastructures peut être observée sur les différentes représentations cartographiques du territoire : la carte de Cassini (XVIIIe siècle), la carte d'état-major (1820-1866) et les cartes ou photos aériennes de l'IGN pour la période actuelle (1950 à aujourd'hui).

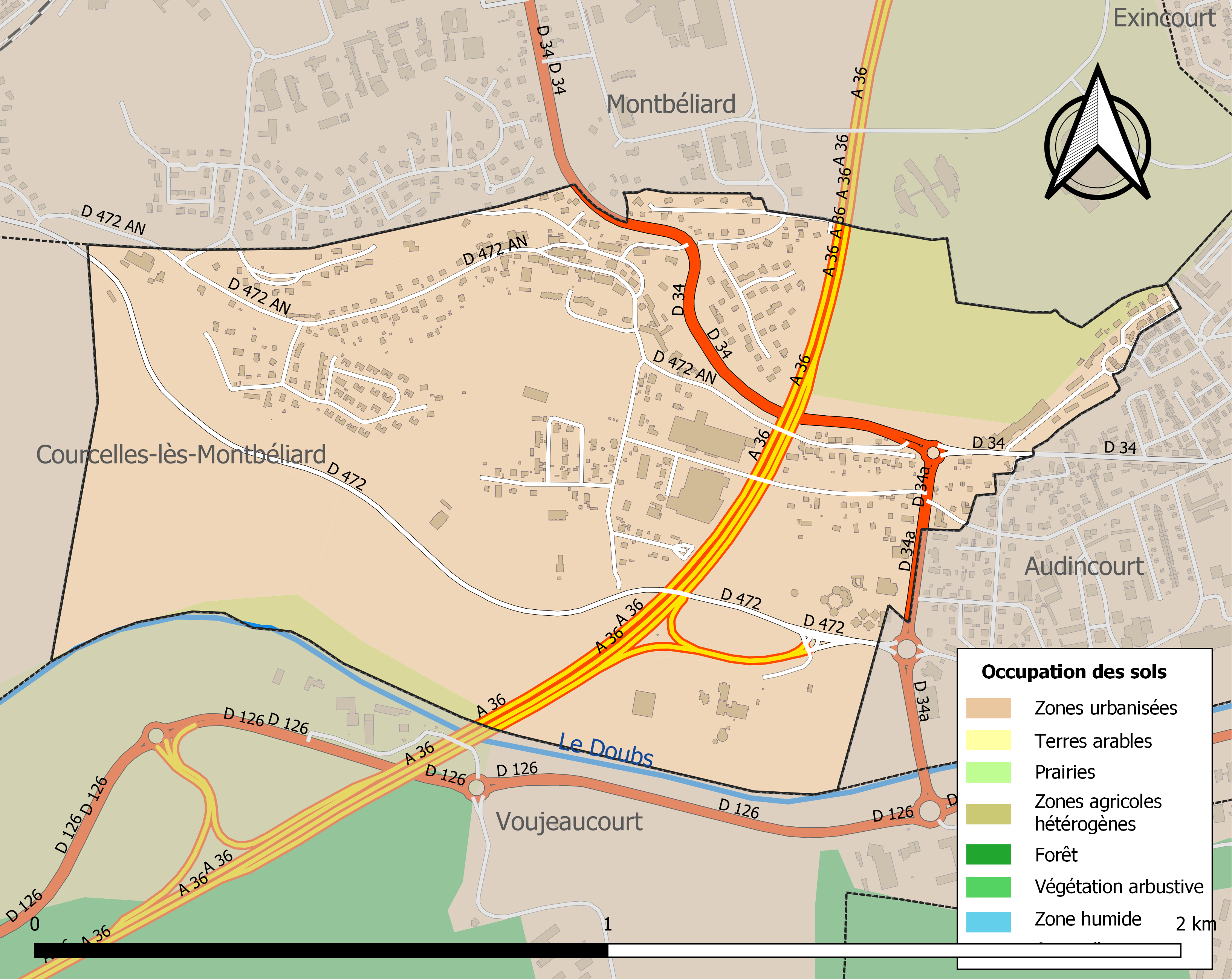
Carte des infrastructures et de l'occupation des sols de la commune en 2018 (CLC).

## Toponymie
Arbouans vient du gaulois (ou gallique) arbois signifiant broussailles et du suffixe -ans (village en ancien allemand) que l'on retrouve dans bon nombre de noms de localités du nord de la région (Trévenans, Semondans...). Arbouans est ainsi le village aux broussailles, ce qui serait très bien corroboré par la situation du village à proximité du passage du Doubs avec d'éventuels marécages.
Les habitants se nomment les Arbouannais et Arbouannaises et sont surnommés les Ours.

## Histoire
Arbouans appartenait au comté de Montbéliard qui fut rattaché à la France (Haut-Rhin) en 1793 puis au Doubs en 1816. 
Plusieurs trouvailles anciennes ont été faites sur le territoire d'Arbouans. En 1877, dans les terrains alluviaux au bord du Doubs (rive droite), à l'extrémité de la forge d'Audincourt, furent trouvées de nombreuses poteries en terre grossière appartenant à la civilisation des Champs d'urnes du Bronze final II. Quelques années auparavant, entre 1870 et 1874, on mit au jour un ossuaire de forme carrée « sous Châtillon » avec un mobilier « mérovingien » du Ve au VIIe siècle.
Le village est mentionné pour la première fois en 1294. À cette époque, les seigneurs de Cusance y tenaient une portion de fief d'Aimé de Faucogney sire de Villersexel, vassal du comte de Montbéliard. Ce fief revient au domaine comtal en 1471. La comtesse Henriette en 1431 et le comte Frédéric en 1584 affranchirent les sujets mainmortables du fief et ceux qui dépendaient de l'abbaye sécularisée Belchamp.
La proximité de Montbéliard a valu au village d'Arbouans de subir avec rigueur toutes les guerres des XVe siècle, XVIe et XVIIe siècles. Les Ecorcheurs, les Lorrains et les belligérants amis ou ennemis y commirent les pires excès.
Si bien que le village incendié fut réduit à presque rien après 1635-1636. En 1688, il n'y avait encore que cinq feux, cinq maisons et trente-deux habitants qui possédaient alors seulement six chevaux et vingt-trois bovins. Les habitants étaient soumis vis-à-vis du prince de Montbéliard à la taille et aux prestations accoutumées dues par les sujets taillables et corvéables.
En 1770, des travaux d'irrigation transformèrent une vaste prairie de 84 ha, nommée « la Champagne », et une partie de la forêt seigneuriale du Chênois au nord fut convertie en champs. Aux XIXe et XXe siècles, le village a suivi le sort de Montbéliard et d'Audincourt par suite du développement prodigieux des industries les plus variées dans ces deux centres et également dans le village lui-même.
Un barrage a été installé sur le Doubs en aval de Belchamp et relié à une petite station électrique située sur Voujeaucourt. Une société de construction de matériel d'alimentation édifia une usine en 1930 qui occupa vite plus de cent ouvriers.
On peut encore mentionner depuis 1959, un atelier de chaudronnerie, mais l'essentiel de la population, qui est ouvrière, dépend des usines Peugeot toutes proches depuis la fermeture de la Forge d'Audincourt.
Arbouans se trouve imbriquée dans la communauté d'agglomération du pays de Montbéliard.

## Démographie
L'évolution du nombre d'habitants est connue à travers les recensements de la population effectués dans la commune depuis 1793. Pour les communes de moins de 10 000 habitants, une enquête de recensement portant sur toute la population est réalisée tous les cinq ans, les populations de référence des années intermédiaires étant quant à elles estimées par interpolation ou extrapolation. Pour la commune, le premier recensement exhaustif entrant dans le cadre du nouveau dispositif a été réalisé en 2004.

En 2022, la commune comptait 891 habitants, en évolution de −4,19 % par rapport à 2016 (Doubs : +1,88 %, France hors Mayotte : +2,11 %).
| 1793 | 1800 | 1806 | 1821 | 1831 | 1836 | 1841 | 1846 | 1851 |
| ---- | ---- | ---- | ---- | ---- | ---- | ---- | ---- | ---- |
| 97   | 90   | 123  | 128  | 129  | 153  | 142  | 141  | 145  |

| 1856 | 1861 | 1866 | 1872 | 1876 | 1881 | 1886 | 1891 | 1896 |
| ---- | ---- | ---- | ---- | ---- | ---- | ---- | ---- | ---- |
| 145  | 149  | 160  | 152  | 152  | 139  | 147  | 134  | 153  |

| 1901 | 1906 | 1911 | 1921 | 1926 | 1931 | 1936 | 1946 | 1954 |
| ---- | ---- | ---- | ---- | ---- | ---- | ---- | ---- | ---- |
| 157  | 148  | 165  | 289  | 459  | 622  | 618  | 619  | 686  |

| 1962  | 1968  | 1975  | 1982 | 1990  | 1999  | 2004  | 2006 | 2009  |
| ----- | ----- | ----- | ---- | ----- | ----- | ----- | ---- | ----- |
| 1 040 | 1 019 | 1 047 | 942  | 1 185 | 1 096 | 1 021 | 997  | 1 006 |

| 2014 | 2019 | 2022 | - | - | - | - | - | - |
| ---- | ---- | ---- | - | - | - | - | - | - |
| 950  | 910  | 891  | - | - | - | - | - | - |

## Culture locale et patrimoine

### Lieux et monuments
La chapelle dont les réalisations artistiques sont l'œuvre de Olivier Calame (1921-2002). Le fronton de la façade, réalisé vers 1950, est situé au-dessus de l'entrée et symbolise le sacrifice de l'agneau par l'intermédiaire de carreaux de céramique.

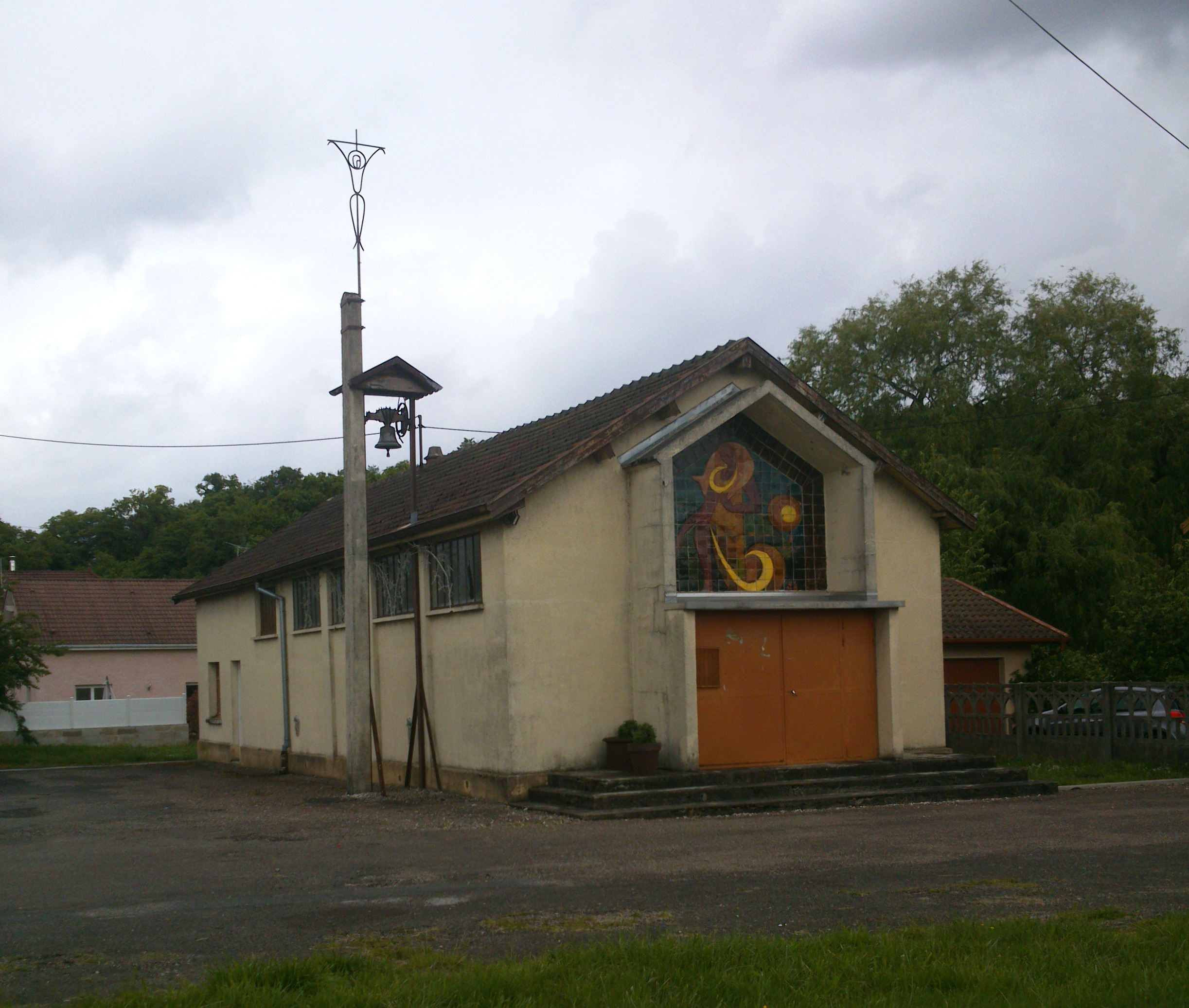
Chapelle du Bon Pasteur.
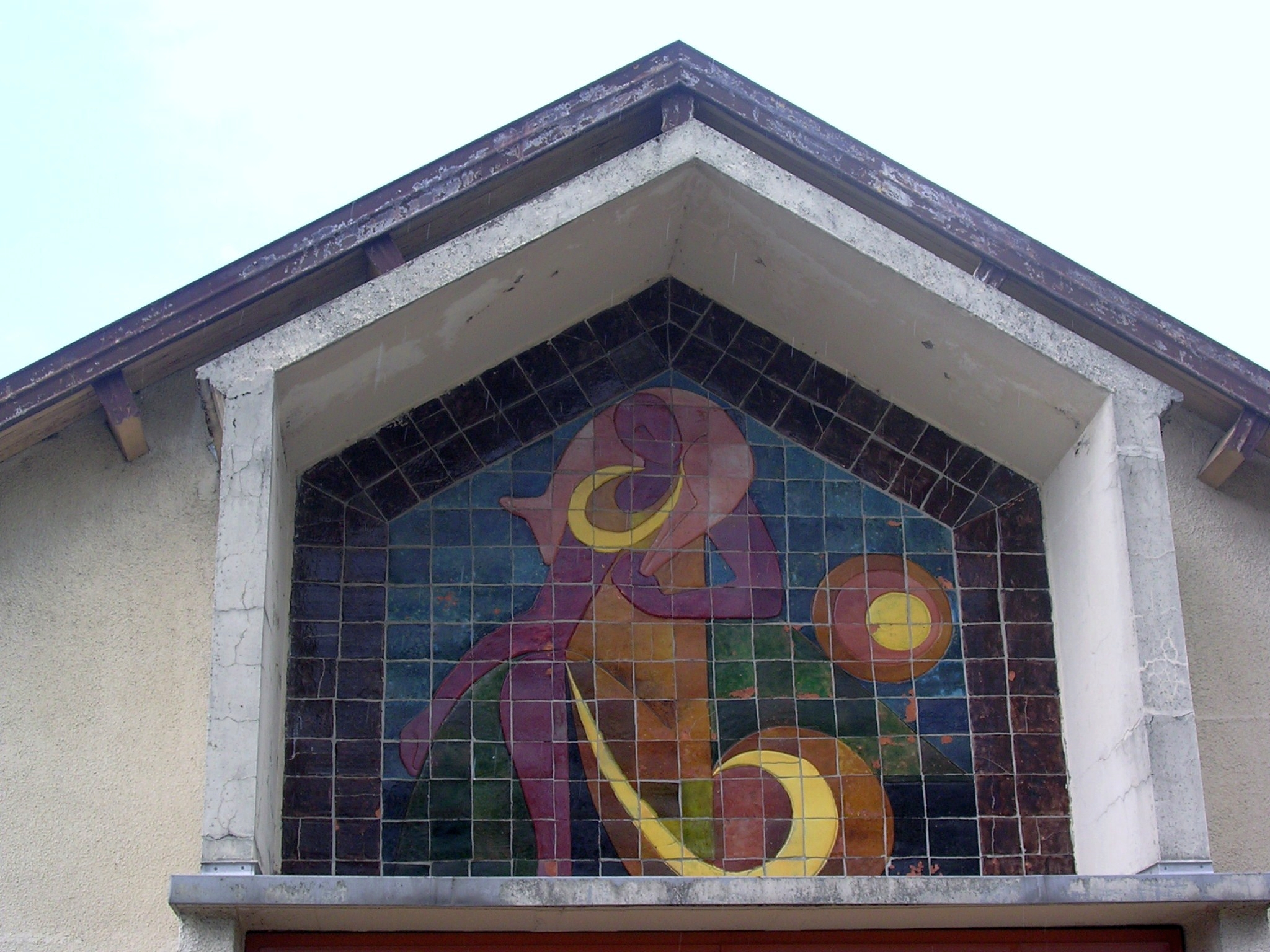
La fresque de la chapelle.

### Personnalités liées à la commune
- Étienne Œhmichen, premier vol en hélicoptère sur 1 km en circuit fermé, le 4 mai 1924.
- Patricia Barzyk, Miss France 1980 et deuxième dauphine de Miss Monde 1980, a passé son enfance à Arbouans[25].